# Soft Machine

Soft Machine, ca. 1970

Soft Machine a fost o trupă engleză de rock din Canterbury numită după cartea The Soft Machine a lui William S. Burroughs. Era una din formațiile importante ale așa-numitei "Canterbury scene", fiind totodată o pionieră în rock-ul progresiv.

## Discografie

### Albume de studio
- The Soft Machine (decembrie 1968)
- Volume Two (aprilie 1969)
- Third (6 iunie 1970)
- Fourth (februarie 1971)
- Fifth (1972)
- Six (1973)
- Seven (1973)
- Bundles (22 martie 1975)
- Softs (iunie 1976)
- Land of Cockayne (1981)

### Albume din concert și compilații
- Rock Generation Vol. 7 (1972)
- Rock Generation Vol. 8 (1972)
- At The Beginning (1976)
- Triple Echo (1977)
- Alive & Well: Recorded in Paris (1978)
- Live at The Proms 1970 (1988)
- The Peel Sessions (1991)
- Live at The Paradiso 1969 (1995)
- Live in France (1995)
- Spaced (1996)
- Virtually (1998)
- Noisette (2000)
- Rubber Riff (2001)
- Backwards (2002)
- Facelift (2002)
- BBC Radio 1967-1971 (2003)
- BBC Radio 1971-1974 (2003)
- Somewhere in Soho (2004)
- BBC Radio 1 Live in Concert 1971 (2005)
- BBC Radio 1 Live in Concert 1972 (2005)
- Breda Reactor (2005)
- Out-Bloody-Rageous (2005)
- Floating World Live (2006)
- Grides (2006)
- Middle Earth Masters (2006)
- Drop (2008)

## Membrii
- Robert Wyatt - baterie, voce (1967 - 1971)
- Mike Ratledge - claviaturi (1967 - 1976)
- Kevin Ayers - chitară bas, voce (1967 - 1968)
- Daevid Allen - chitară, voce (1967)
- Larry Nowlin - chitară (1967)
- Andy Summers - chitară (1968)
- Hugh Hopper - chitară bas (1969 -1973)
- Brian Hopper - saxofon (1969)
- Lyn Dobson - flaut, saxofon (1969 - 1970)
- Elton Dean - saxofon (1969 - 1972)
- Marc Charig - cornet (1969)
- Nick Evans - trombon (1969)
- Phil Howard - baterie (1972)
- John Marshall - baterie (1972 - 1979)
- Karl Jenkins - oboi, saxofon, claviaturi (1972 - 1979)
- Roy Babbington - chitară bas (1973 - 1976)
- Allan Holdsworth - chitară (1973 - 1975)
- John Etheridge - chitară (1975 - 1979)
- Alan Wakeman - saxofon (1976)
- Carol Barratt - claviaturi (1976)
- Ric Sanders - vioară (1976 - 1979)
- Percy Jones - chitară bas (1976 - 1977)
- Steve Cook - chitară bas (1977 - 1979)